# Solti ürgés gyep
Solti ürgés gyep este o arie protejată (arie specială de conservare — SAC, sit de importanță comunitară — SCI) din Ungaria întinsă pe o suprafață de 110,21 ha, integral pe uscat.

## Localizare
Centrul sitului Solti ürgés gyep este situat la coordonatele 46°47′57″N 19°04′31″E / 46.799167°N 19.075278°E.

## Înființare
Situl Solti ürgés gyep a fost declarat sit de importanță comunitară în mai 2004 pentru a proteja 1 specie de animale. Situl a fost protejat și ca arie specială de conservare în februarie 2010.

## Biodiversitate
Situată în ecoregiunea panonică, aria protejată conține 2 habitate naturale: Stepe și mlaștini sărate panonice, Pajiști stepice panonice pe loess.
La baza desemnării sitului se află o specie protejată de  mamifere: popândău (Spermophilus citellus).
Pe lângă speciile protejate, pe teritoriul sitului au mai fost identificate 2 specii de păsări.